# Illuminaudio
Illuminaudio è il terzo album in studio del gruppo musicale post-hardcore statunitense Chiodos, pubblicato nel 2010.

## Tracce
1. Illuminaudio – 1:45
2. Caves – 3:40
3. Love Is a Cat from Hell (featuring Vic Fuentes dei Pierce the Veil) – 4:16
4. Modern Wolf Hair – 3:49
5. Notes in Constellations – 4:22
6. Scaremonger – 4:09
7. His Story Repeats Itself – 3:53
8. Let Us Burn One – 3:57
9. Hey Zeus! The Dungeon – 4:24
10. Stratovolcano Mouth – 4:22
11. Those Who Slay Together, Stay Together – 5:05
12. Closed Eyes Still Look Forward – 3:28

## Formazione
Gruppo
- Bradley Bell - tastiere, piano, sintetizzatore, programmazioni
- Brandon Bolmer - voce
- Matt Goddard - basso
- Jason Hale - chitarra
- Pat McManaman - chitarra
- Tanner Wayne - batteria, percussioni

Ospiti
- Vic Fuentes - voce (3)